# 阿拉恰卢尔
阿拉恰卢尔（Arachalur），是印度泰米尔纳德邦Erode县的一个城镇。总人口12313（2001年）。

## 人口
该地2001年总人口12313人，其中男性6118人，女性6195人；0—6岁人口1038人，其中男523人，女515人；识字率56.70%，其中男性为64.61%，女性为48.88%。